# Rhabdomastix brachyneura
Rhabdomastix brachyneura là một loài ruồi trong họ Limoniidae. Chúng phân bố ở miền Tân bắc.